# Bob Corkum
Robert Freeman „Bob“ Corkum (* 18. Dezember 1967 in Salisbury, Massachusetts) ist ein ehemaliger US-amerikanischer Eishockeyspieler und derzeitiger -trainer, der im Verlauf seiner aktiven Karriere zwischen 1989 und 2002 unter anderem 782 Spiele für die Buffalo Sabres, Mighty Ducks of Anaheim, Philadelphia Flyers, Phoenix Coyotes, Los Angeles Kings, New Jersey Devils und Atlanta Thrashers in der National Hockey League auf der Position des Centers bestritten hat. Seit Oktober 2018 ist Corkum Cheftrainer der Frauen-Eishockeynationalmannschaft der Vereinigten Staaten, nachdem er von 2014 bis 2017 als Assistenztrainer bei den New York Islanders tätig war.

## Karriere
Bob Corkum begann seine Karriere als Eishockeyspieler in der Saison 1985/86 an der University of Maine, wo er in 39 Partien auflief und 33 Punkte erreichte. Während des NHL Entry Draft 1986 wurde er in der dritten Runde an insgesamt 47. Position von den Buffalo Sabres ausgewählt. Corkum spielte bis 1989 an der University of Maine, wo er insgesamt 159 Spiele absolvierte und 142 Scorerpunkte verbuchte. Der Angreifer wurde zur Spielzeit 1989/90 in den Kader der Buffalo Sabres aufgenommen, bestritt dort allerdings nur acht NHL-Partien, bevor er zu deren damaligem Farmteam, den Rochester Americans, abgegeben wurde. Bis zum Jahr 1992 lief Corkum mehrheitlich im Farmteam auf, erhielt jedoch auch ein paar Einsätze in der NHL. Für die Spielzeit 1992/93 nahmen ihn die Sabres endgültig in ihren Kader auf. Der Angreifer bestritt 68 Partien und erreichte zehn Scorerpunkte für die Sabres. Beim NHL Expansion Draft 1993 wählten die Mighty Ducks of Anaheim den Angreifer, zu denen er zur Saison 1993/94 wechselte. Corkum gelang die beste Spielzeit seiner Karriere. Bei den Ducks erhielt er 76 Einsätze und sammelte 51 Scorerpunkte. In den darauffolgenden zwei Jahren nahm seine Leistung ab und er erreichte nur noch 19 respektive zwölf Punkte.
Im Februar 1996 transferierten ihn die Mighty Ducks im Austausch für Chris Herperger und einen Draftpick zu den Philadelphia Flyers. Bei den Flyers absolvierte er noch 28 Partien und erreichte sieben Punkte. Ende September 1996 setzten die Flyers den Angreifer auf die Waiver-Liste, von jener die Phoenix Coyotes ihn im Waiver Draft auswählten. In Phoenix lief er die folgenden drei Saisons als Stammspieler auf. In 233 Partien für die Coyotes erzielte er 60 Scorerpunkte. Nachdem sein auslaufender Vertrag zum Saisonende 1998/99 nicht verlängert worden war, blieb er mehrere Monate ein sogenannter Free Agent, ehe der Stürmer Ende Dezember 1999 einen Vertrag bei den Los Angeles Kings  unterschrieb. In 103 Spielen für die Kings gelangen ihm 21 Punkte. Im Februar 2001 transferierten ihn die Kings im Austausch für Steve Kelly zu den New Jersey Devils. Bei den Devils erhielt Corkum 29 Einsätze und erreichte sieben Punkte, bevor zum Saisonende sein Vertrag nicht verlängert und er somit wieder ein freier Spieler wurde. Der US-Amerikaner unterschrieb bei den Atlanta Thrashers. In 65 Spielen gelangen ihm dort sieben Punkte. Im März 2002 gaben ihn die Thrashers für einen Draftpick zu den Buffalo Sabres ab, bei denen Bob Corkum seine NHL-Karriere begonnen hatte. Nach zehn Partien und nur einem Punkt beendete Corkum nach Abschluss der Spielzeit 2001/02 seine aktive Karriere.
Nach einer mehrjährigen Pause begann Corkum mit Beginn der Saison 2008/09 als Assistenztrainer an seiner Alma Mater, der University of Maine, zu arbeiten. Insgesamt war er dort fünf Jahre tätig, ehe er von den New York Islanders aus der NHL – abermals als Assistenztrainer – verpflichtet wurde. Bei den Islanders stand er vier Jahre lang bis zum Sommer 2017 unter Vertrag. Seit Oktober 2018 ist Corkum Cheftrainer der Frauen-Eishockeynationalmannschaft der Vereinigten Staaten, die er bei der Weltmeisterschaft 2019 zum Gewinn der Goldmedaille führte.

### International
Auf internationaler Ebene vertrat Corkum sein Heimatland bei der Junioren-Weltmeisterschaft 1987 in Österreich. Das Team landete im Endklassement auf dem vierten Platz und verpasste damit knapp die Medaillenränge. Corkum konnte in sieben Turnierspielen vier Tore erzielen.

## Erfolge und Auszeichnungen
- 1989 Lamoriello-Trophy-Gewinn mit der University of Maine
- 2019 Goldmedaille bei der Frauen-Weltmeisterschaft (als Cheftrainer)

## Karrierestatistik

### International
Vertrat die USA bei:
- Junioren-Weltmeisterschaft 1987

(Legende zur Spielerstatistik: Sp oder GP = absolvierte Spiele; T oder G = erzielte Tore; V oder A = erzielte Assists; Pkt oder Pts = erzielte Scorerpunkte; SM oder PIM = erhaltene Strafminuten; +/− = Plus/Minus-Bilanz; PP = erzielte Überzahltore; SH = erzielte Unterzahltore; GW = erzielte Siegtore; 1 Play-downs/Relegation; Kursiv: Statistik nicht vollständig)